# Drosophila leoni
Drosophila leoni är en tvåvingeart som beskrevs av Pipkin 1964. Drosophila leoni ingår i släktet Drosophila och familjen daggflugor.
Artens utbredningsområde är Panama.